# Agastya Samhita
L'Agastya Saṁhitā (devanagari: अगस्त्य संहिता; letteralmente: "codice di Agastya") è un testo sanscrito scritto dal Ṛṣi (rishì) Agastya intorno al V millennio a.C. Si tratta di uno dei Pāñcarātra. Il manoscritto è conservato nella biblioteca di Ujjain, in India.
Alcuni ricercatori, tra cui David Hatcher Childress, che si occupa di storia alternativa e revisionismo storico, hanno sostenuto che il testo contenga una serie di istruzioni per costruire un dispositivo simile a una batteria. Childress e gli altri assertori di questa teoria sono stati accusati di pseudoscienza e pseudoarcheologia.